# Salāq-e Ghāyeb
Salāq-e Ghāyeb (persiska: سلاق غايب) är en ort i Iran.   Den ligger i provinsen Golestan, i den norra delen av landet, 400 km öster om huvudstaden Teheran. Salāq-e Ghāyeb ligger 34 meter över havet och antalet invånare är 980.
Terrängen runt Salāq-e Ghāyeb är platt, och sluttar västerut.Runt Salāq-e Ghāyeb är det ganska tätbefolkat, med 65 invånare per kvadratkilometer. Närmaste större samhälle är Āzādshahr, 17,2 km öster om Salāq-e Ghāyeb. Trakten runt Salāq-e Ghāyeb består till största delen av jordbruksmark.